# Toppkonsument
Toppkonsumenter saknar naturliga fiender. Parasiter och asätare brukar normalt sett inte räknas till toppkonsumenterna trots att de kan leva på andra organismer högt upp i näringskedjan. De äter andra, men ingen äter dem.
Bland exemplen på toppkonsumenter märks varg, havsörn, vithaj, krokodiler och björnar.  Globala satsningar på miljöförbättringar är betydelsefulla för toppkonsumenter, eftersom miljögifter i naturen påverkar allt levande. Eftersom toppkonsumenten befinner sig högst upp i näringskedjan ackumulerar de allt gift tidigare bytesdjur fått i sig i alla led.